# 世俗康塔塔 (巴托克)
《世俗康塔塔》（匈牙利語：Cantata Profana），副标题“九个着迷的单身汉”（匈牙利語：A Kilenc csodaszarvas），匈牙利作曲家巴托克作曲，使用双合唱队，男高音和男中音独唱，以及管弦乐队。

## 创作及首演
世俗康塔塔创作于1930年，1934年5月25日在伦敦由英国广播公司首演。

## 风格
虽然巴托克以研究匈牙利本民族的民间音乐而著名，他的大部分作品也都取材于匈牙利音乐，但是他同时也广泛研究罗马尼亚和斯洛伐克等斯拉夫民族音乐。这首世俗康塔塔即基于罗马尼亚的民间传说，歌词是由巴托克根据罗马尼亚民间叙事诗写成的。
世俗康塔塔的音乐风格展现了巴托克的复杂性：作品拥有极具民族气息的旋律；对位法的运用纯熟而大胆，这与他当时和同事科达伊正在一同研究帕莱斯特里纳的作品是分不开的；和声严谨工整的同时渲染出浓烈的色彩感，变化丰富而强烈。

## 结构内容
世俗康塔塔叙述的是一位老人的九个儿子出门打猎，久久未归，他循着他们的踪迹去寻找，经过长久的跋涉，发现在一条小河的另一边，又一片水草丰美的草地，有九只鹿正在吃草，河上只有一条窄窄的小桥。当他正想跨过那座小桥，其中最大的一头鹿突然开口警告他，他才意识到那便是自己的九个儿子。老人请求他们回到家中，遭到了儿子们的拒绝，带头的大儿子说：“我们的角已经太大，不能进入房门了。”他同时也告诉老人，他们宁愿呆在这里作为鹿生活，而想要这样，唯有“只喝清澈的泉水”活着。